# Flughafen Mytilini

i7
i11
i13
Der Internationale Flughafen Mytilini „Odysseas Elytis“ (alternativ auch Flughafen Lesbos, griechisch Κρατικός Αερολιμένας Μυτιλήνης, (IATA-Code: MJT, ICAO-Code: LGMT)) ist ein Internationaler Flughafen auf der Insel Lesbos im Osten Griechenlands nahe dem türkischen Festland. Er liegt 1 km südlich von Neapoli und 8 km südöstlich von der namensgebenden Stadt Mytilini. Betreiber des Flughafens ist Fraport Greece. Der Flughafen besitzt eine rund 2400 m lange Start- und Landebahn mit der Ausrichtung 14/32. Im Jahr 2023 nutzten 497.499 Passagiere den Flughafen.

## Geschichte
Der Flughafen wurde 1932 fertiggestellt und 1948 in Betrieb genommen. 1980 landete der erste Charterflug.
Im Dezember 2015 wurde die Privatisierung des Flughafens Mytilini und 13 weiterer griechischer Regionalflughäfen mit der Unterzeichnung einer Vereinbarung zwischen dem Joint Venture zwischen der Fraport AG und der Copelouzos Group und dem staatlichen Privatisierungsfonds abgeschlossen. Die Konzession hat eine Laufzeit von 40 Jahren ab dem Zeitpunkt der Betriebsübernahme am 11. April 2017 und umfasst die Festlandflughäfen Thessaloniki, Aktion und Kavala sowie die Flughäfen auf den Inseln Kreta (Chania), Kefalonia, Korfu, Kos, Mykonos, Mytilini, Rhodos, Samos, Santorin, Skiathos und Zakynthos.
Der von der Fraport AG errichtete neue Terminal ist seit dem 6. Februar 2020 in Betrieb.

## Flugziele
Es existieren einige Inlandsverbindungen, so zum Beispiel mehrmals täglich in die griechische Hauptstadt Athen. Mytilini wird außerdem – vorrangig saisonal – von einigen westeuropäischen Flughäfen aus angeflogen.